# دانشگاه ایالتی بلوفیلد
دانشگاه ایالتی بلوفیلد یک دانشگاه دولتی در بلوفیلد، ویرجینیای غربی است. با وجود HBCU بودن، بدنه دانشجویی بلوفیلد در مقطع کارشناسی اکنون بیش از ۸۰ درصد سفیدپوست است. این دانشگاه بخشی از سیستم آموزشی دانشگاه دولتی ویرجینیای غربی است.
مؤسسه رنگارنگ بلوفیلد در سال ۱۸۹۵ به عنوان یک «مدرسه عالی» برای آمریکایی‌های آفریقایی‌تبار تأسیس شد. در آن زمان، قانون اساسی ویرجینیای غربی، آموزش عمومی یکپارچه نژادی را ممنوع کرد.